# Fusion de données

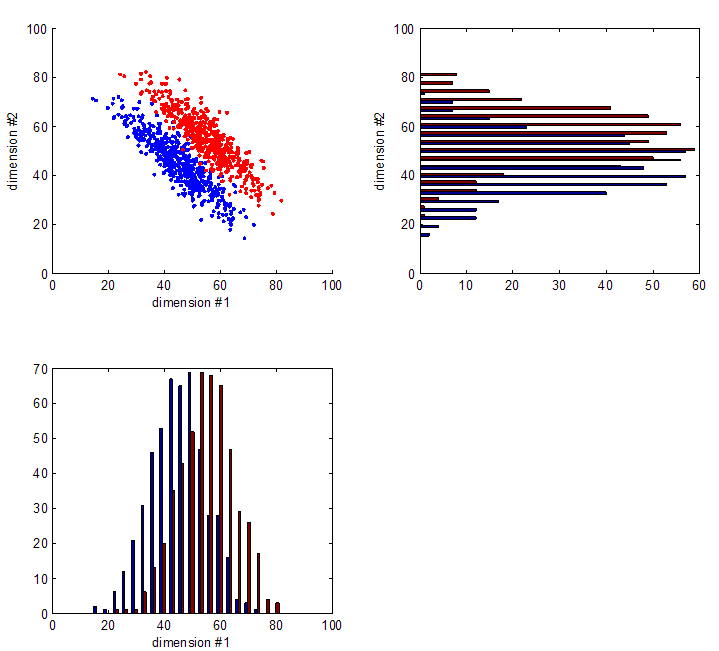
La fusion de deux sources de données (dimension #1 et dimension #2) peut permettre une classification meilleure qu'une classification basée uniquement sur la dimension #1 ou la dimension #2.

La fusion de données désigne un ensemble de méthodes scientifiques visant à créer ou à affiner des indicateurs en agrégeant des données provenant de sources hétérogènes.
Dans sa définition un peu large, la fusion de données est définie comme étant le processus permettant d'obtenir une information aussi sûre et précise que possible dans toutes les conditions d'observation.
Les champs d'usage de fusion de données sont multiples. Elle est généralement utilisée pour les indicateurs pour lesquels il n'existe pas de méthode d'estimation directe fiable et/ou simple à mettre en œuvre.

## Objectifs de la fusion
Les techniques de fusion de données permettent de :
1. mettre à profit un nombre maximum de données, en tenant compte de la diversité de leurs imperfections,
2. pallier les faiblesses de certaines données avec les points forts des autres,
3. fournir une information élaborée, dédiée et pertinente vis-à-vis du contexte.

## Exemples
Une restitution cartographique satellite peut être le résultat de la fusion multi-capteurs, :
- de données optiques ;
- de données image infrarouge ;
- de données image radar.

Suivant le cas considéré ces données peuvent provenir de données issues des différents capteurs d'un même satellite ou provenir de plusieurs satellites distincts.
Les conditions de circulation sur une autoroute (vitesse, temps de parcours) pourraient être estimées par le « recoupement » :
- de données de détecteurs de passages (par radar, laser, boucle magnétique...) ;
- de données GPS provenant de véhicules flottants (flotte de bus, de taxi...) ;
- de données de connexion aux relais de téléphonie cellulaire ;

et de données de capteurs de bruit et/ou d'émissions atmosphériques.
De même un processus de fusion de données captées peut permettre une « Perception multi-capteurs » et des systèmes embarqués de localisation, modélisation, etc .
Une fusion d'informations peut aussi être faite a posteriori, à partir d'informations extraites d'images satellites .